# Prophylactis aglaodora
Prophylactis aglaodora är en fjärilsart som beskrevs av Edward Meyrick 1897. Prophylactis aglaodora ingår i släktet Prophylactis och familjen hålmalar, (Heliozelidae). Inga underarter finns listade i Catalogue of Life.